# Antofagastia turneri
Antofagastia turneri è un mammifero notoungulato estinto, appartenente agli interateriidi. Visse nell'Eocene superiore (circa 36 - 34 milioni di anni fa) e i suoi resti fossili sono stati ritrovati in Sudamerica.

## Descrizione
Questo piccolo animale doveva assomigliare vagamente a una marmotta o forse a una nutria. Era caratterizzato da premolari e molari a corona bassa (brachidonti) con un solco linguale stretto e piccole fossette nei molari superiori. Lo zigomo, come nei tipici interateriidi, era caratterizzato dall'esclusione dell'osso giugale dall'orbita, a causa del processo zigomatico della mascella e dalla presenza di un piccolo processo discendente. 
Era molto più piccolo di altri interateri quali Notopithecus e Transpithecus.

## Classificazione
Antofagastia è un rappresentante arcaico degli interateriidi, una famiglia di notoungulati tipoteri che si diffusero principalmente tra l'Oligocene e il Miocene. In particolare, Antofagastia sembrerebbe occupare una posizione più derivata di Notopithecus e di Transpithecus, ma meno derivata rispetto a Santiagorothia o Protypotherium. 
Antofagastia venne descritto per la prima volta nel 2014, sulla base di resti fossili ritrovati nel nordovest dell'Argentina, nella formazione Geste risalente alla fine dell'Eocene. Un animale affine è Punapithecus.